# Augochloropsis tupacamaru
Augochloropsis tupacamaru är en biart som först beskrevs av Holmberg 1884.  Augochloropsis tupacamaru ingår i släktet Augochloropsis och familjen vägbin. Inga underarter finns listade.